# Natalia Syniavska-Krzyżanowska
Natalia Syniavska-Krzyżanowska (ur. w Raszkowie) – polska pielęgniarka i działaczka społeczna, twórczyni Wielokulturowego Domu Polskiego w Naddniestrzu.
Natalia Syniavska-Krzyżanowska pochodzi z polskiej rodziny z Raszkowa (Rejon Camenca). Z wykształcenia jest pielęgniarką, studiowała psychologię. Prowadzi działalność społeczną na rzecz Polaków i polskiej kultury w mołdawskim Naddniestrzu. Jest prezesem stowarzyszenia Kultury Polskiej Jasna Góra w Tyraspolu. Udało jej się m.in. doprowadzić do remontu polskiego cmentarza z przełomu XVII i XVIII wieku, stworzyć Wielokulturowy Dom Polski, zorganizować wyjazd do Polski dla grupy dzieci, warsztaty języka polskiego oraz wydać album o związanych z Naddniestrzem Polakach. W 2013 za swoją działalność wyróżniona została Nagrodą im. Jana Rodowicza „Anody”, ustanowioną przez Muzeum Powstania Warszawskiego. Została wyróżniona za całokształt dokonań i postawę życiową stanowiącą wzór do naśladowania dla młodych pokoleń. Posiada Kartę Polaka. Jest matką dwójki dzieci.